# Лавања
Лавања (итал. Lavagna) је насеље у Италији у округу Ђенова, региону Лигурија.
Према процени из 2011. у насељу је живело 11455 становника. Насеље се налази на надморској висини од 38 м.

## Становништво
| 1931. | 1936. | 1951. | 1961.  | 1971.  | 1981.  | 1991.  | 2001.  | 2011.  |
| ----- | ----- | ----- | ------ | ------ | ------ | ------ | ------ | ------ |
| 8.103 | 8.615 | 9.708 | 11.064 | 14.207 | 13.554 | 13.403 | 12.940 | 12.579 |